# Gaius Valerius Catullus

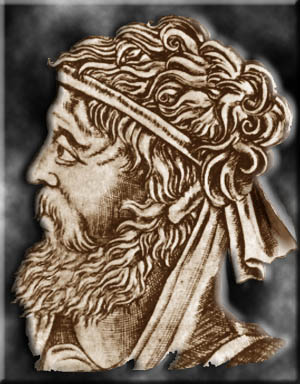
Caius Valerius Catullus

Gaius Valerius Catullus (Verona, ca. 84 –Rome, tussen 54 en 47 v.Chr.) was de eerste grote Latijnse lyricus. Als een van de invloedrijkste dichters van de 1e eeuw voor Christus uit de Ciceroniaanse periode – zie Romeinse literatuur – schreef hij ongeveer 116 gedichten (totaal circa 2300 verzen (versregels)). Deze gedichten werden later gebundeld in de Carmina Catulli. Zijn stijl is gevarieerd en zijn werk bevat onder andere liefdesgedichten, spotgedichten en epische gedichten (epigrammen).

## Biografische gegevens
Over het leven van Catullus is weinig met zekerheid bekend. Hij werd tussen 84 en 77 v.Chr. geboren in Verona, en bij het Gardameer, in Sirmione, dat hij in zijn gedichten bezong, kan men nu nog de Villa di Catullo bezoeken (in werkelijkheid de ruïnes van een villa uit de 1e eeuw na Chr.). Catullus behoorde tot een gegoede familie, zodat hij naar Rome kon gaan om er zijn studie te voltooien. Daar sloot hij zich aan bij de nieuwe 'experimentele' richting van de poetae novi of neoteroi: een groep opkomende dichters die geïnspireerd waren door de Alexandrijnse dichters en niets moesten weten van de oubollige, al te ernstige Oud-Latijnse poëzie. Catullus noemde zichzelf dan ook een poeta novus (nieuwe dichter). Hij was de meest getalenteerde uit deze literaire kring.
In Rome genoot Catullus als rijke bon vivant met volle teugen van het leven. Zo werd hij hopeloos verliefd op Clodia, de frivole echtgenote van Quintus Metellus Celer (stadhouder van Gallia Cisalpina), en een zuster van de beruchte demagoog en tribunus plebis Clodius. Deze weinig eerbare dame zou weldra het leven van de jonge dichter domineren en zelfs verwoesten. (Niet alleen het leven van Catullus trouwens: zij had wel meer minnaars, die ze na verloop van tijd zonder scrupules dumpte. Metellus zelf, te veel in beslag genomen door zijn politieke carrière, was zich nergens van bewust.) Zij was vermoedelijk Catullus' voornaamste inspiratiebron voor zijn liefdesgedichten, waarin hij haar met een schuilnaam Lesbia noemt – wat niet "Lesbische" wil zeggen – als hulde aan de dichteres Sappho van het Griekse eiland Lesbos. In de gedichten beschreef hij alle fasen van hun wispelturige relatie: de eerste verliefdheid, de liefde en de nasleep. Catullus' bekendste gedichten, Odi et Amo (Carmen 85) en Ille mi par esse deo videtur (Carmen 51; beschouwd als het sleutelgedicht voor de zogenaamde Lesbia-cyclus), horen bij deze groep gedichten. De relatie kende hoogte- en dieptepunten, en eindigde in het jaar 58 v.Chr.
In de volgende jaren ondernam hij in het gezelschap van de toenmalige stadhouder van Bithynië een lange reis door Klein-Azië, waar hij het graf van zijn broer bezocht, die in de buurt van Troje tijdens militaire dienst was overleden en begraven.
Catullus overleed zelf ook op jonge leeftijd, tussen 54 en 47 v.Chr. Het is niet duidelijk wat de doodsoorzaak was.

## Literaire betekenis
Zoals de alexandrijnse dichter Callimachus had Catullus een duidelijke voorkeur voor kortere, maar vormelijk volmaakte gedichten. Hij noemde ze nugae (grapjes). Zijn schrijfstijl zit vol verkleinwoorden, superlatieven, schuttingwoorden en herhalingen. Daardoor benadert zijn poëzie soms de spreektaal en lijken zijn gedichten, in tegenstelling tot heel wat andere Romeinse poëzie, uit het dagelijkse leven gegrepen. Zelf ontkende Catullus nochtans dat zijn verzen autobiografisch waren. Zijn romantisch levensgevoel en zijn rake psychologie maken hem niettemin tot de meest 'moderne' onder de antieke lierdichters.

## Werk

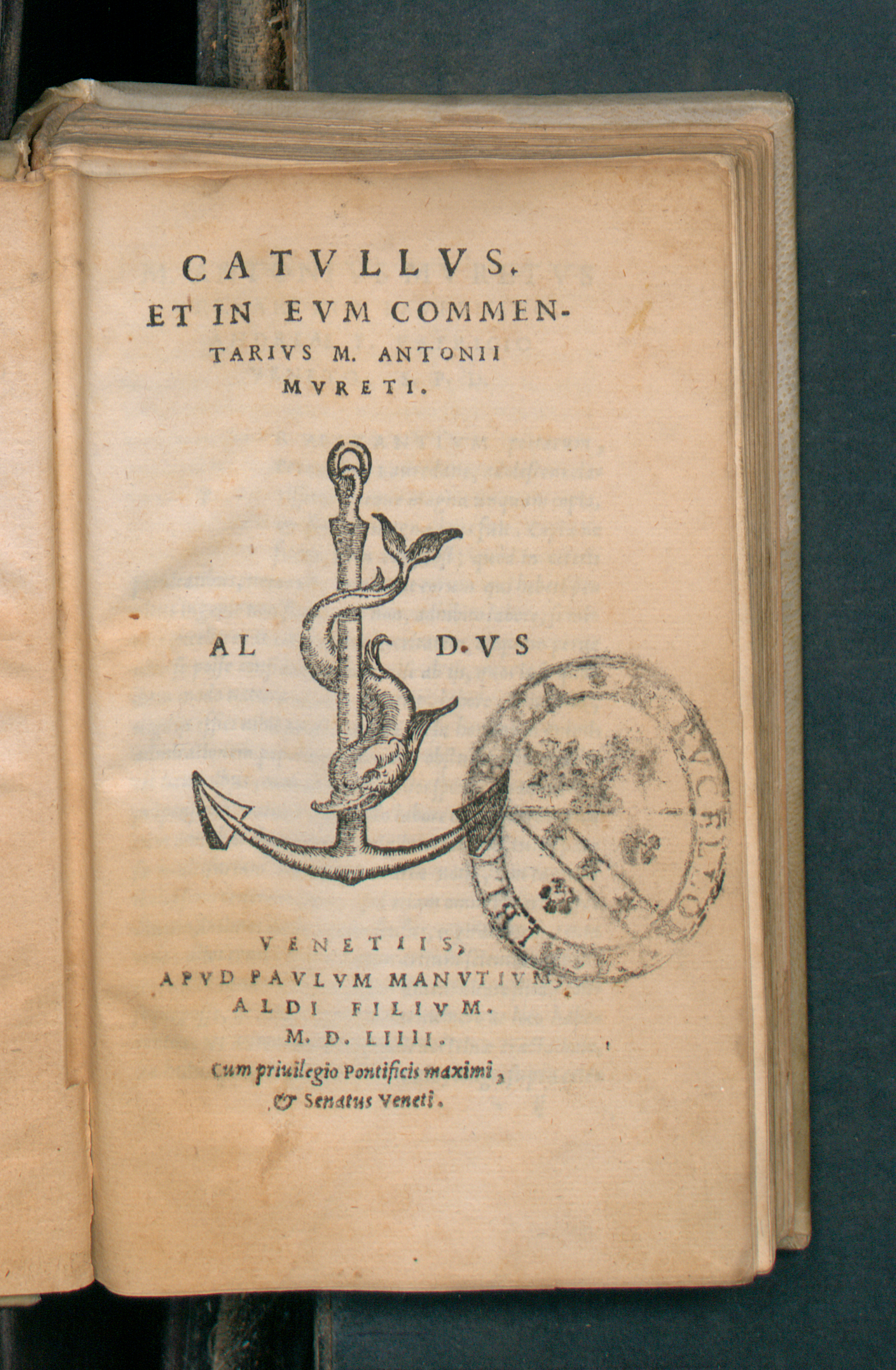
Carmina, 1554

Catullus heeft veel invloed gehad op bijna alle latere dichters als Tibullus, Propertius, Ovidius, Vergilius, Horatius en Martialis. Toch heeft het weinig gescheeld of we hadden zijn Carmina helemaal niet kunnen lezen: in de middeleeuwen bleef er slechts één kopie van zijn bundel bewaard, die aan het eind van de 13e eeuw teruggevonden werd in zijn geboortestad Verona.
Renaissancedichters als Petrarca, Ronsard en P.C. Hooft bootsten Catullus na. De mus van Suzanna Bartelot was Vondels bewerking van Catullus' Carmen 2, het 'mussengedicht'.

##### Carmen 2
Latijnse tekst:
Passer, deliciae meae puellae,
quicum ludere, quem in sinu tenere,
cui primum digitum dare appetenti
et acres solet incitare morsus,
cum desiderio meo nitenti
carum nescio quid lubet iocari,
et solaciolum sui doloris,
credo, ut tum gravis acquiescat ardor:
tecum ludere sicut ipsa possem
et tristes animi levare curas!
Nederlandse vertaling:
Musje, lieveling van mijn meisje,
met wie zij gewend is te spelen, die ze gewend is op schoot te hebben,
aan wie, de aanhippende, zij gewend is haar wijsvinger te geven,
en bij wie zij scherpe pikjes gewend is uit te lokken,
wanneer het bevalt aan mijn stralende lieveling,
om een lief spelletje te spelen,
ik weet niet wat, en kleine troost voor haar verdriet,
geloof ik, opdat haar felle hartstocht tot bedaren komt:
Kon ik maar met jou spelen zoals zij,
en kon ik maar de trieste zorgen opheffen van mijn hart.
Metrum:
Carmen 2 is geschreven in het hendecasyllabus
pásser déliciaé meaé puéllae
quícum lúdere quem _ ín sinú tenére
enzovoort.

##### Carmen 3
Latijnse tekst:
Lugete, o Veneres Cupidinesque,
et quantum est hominum venustiorum:
passer mortuus est meae puellae,
passer, deliciae meae puellae,
quem plus illa oculis suis amabat.
Nam mellitus erat suamque norat
ipsam tam bene quam puella matrem,
nec sese a gremio illius movebat,
sed circumsiliens modo huc modo illuc
ad solam dominam usque pipiabat;
qui nunc it per iter renebricosum
illuc, unde negant redire quemquam.
At vobis male sit, malae tenebrae
Orci, quae omnia bella devoratis:
tam bellum mihi passerem abstulistis.
O factum male! O miselle passer!
Tua nunc opera meae puellae
flendo turgiduli rubent ocelli
Nederlandse vertaling:
Rouw, oh Venussen en Cupido's,
en wat er maar is aan nogal aardige mensen:
Het musje van mijn meisje is dood,
het musje, de lieveling van mijn meisje,
die zij liefhad, meer dan haar ogen.
Want hij was honingzoet en kende zijn eigen vrouwtje,
zo goed als een meisje haar moeder kent, en hij bewoog zich niet van haar schoot,
maar rondhippend, nu eens hierheen, dan weer daarheen
tsjilpte hij voortdurend alleen naar zijn vrouwtje;
Hij gaat nu over de duistere weg,
daarheen, waarvan ze zeggen dat niemand terugkeert.
Moge het jullie slecht vergaan, slechte schimmen van de onderwereld.
Jullie, die alle mooie dingen hebben verslonden:
Een zo mooie mus hebben jullie van mij ontnomen.
Oh slecht feit! Oh arm musje!
Door jouw schuld zijn de ogen van mijn meisje
rood en gezwollen van het huilen.

##### Carmen 5
Latijnse tekst.:
Vivamus, mea Lesbia, atque amemus,
rumoresque senum severiorum
omnes unius aestimemus assis!
Soles occidere et redire possunt;
nobis cum semel occidit brevis lux,
nox est perpetua una dormienda
Da mi basia mille, deinde centum
dein mille altera, dein secunda centum,
deinde usque altera mille, deinde centum.
Dein, cum milia multa fecerimus,
conturbabimus illa, ne sciamus,
aut ne quis malus invidere possit,
cum tantum sciat esse basiorum.
Nederlandse vertaling.:
Laten wij leven mijn Lesbia, en laten wij ook liefhebben,
en laten we de praatjes van de al te strenge oude mannen
maar één cent waard achten!
Zonnen kunnen ondergaan en weer opkomen;
maar voor ons, als het korte licht eenmaal onder is gegaan,
is er één eeuwige nacht waarin we moeten slapen.
Geef mij duizend kussen, vervolgens honderd,
vervolgens duizend anderen, vervolgens een tweede honderd
Vervolgens voortdurend weer duizend anderen, vervolgens honderd.
Vervolgens, wanneer wij vele duizenden zullen hebben volgemaakt,
zullen we ze door elkaar gooien, opdat wij het niet meer weten,
of opdat een of andere slechterik niet jaloers kan worden,
wanneer hij weet dat er zoveel kussen zijn.
Of:
Laten wij leven, mijn Lesbia, en laten wij beminnen,
en laten wij de roddels van te strenge oude mannen
allemaal één cent waard achten.
Zonnen kunnen ondergaan en terugkeren:
wanneer het korte licht eenmaal voor ons is ondergegaan,
moeten wij één onafgebroken nacht door slapen.
Geef mij duizend kussen, daarna honderd,
daarna een tweede duizend, dan een volgende honderd,
daarna aldoor weer duizend, daarna honderd.
Dan, wanneer wij vele duizenden hebben gemaakt,
zullen wij die overhoop gooien, om niet te weten,
of opdat geen kwaadaardige jaloers kan zijn,
wanneer hij weet, dat het zoveel kussen zijn.

##### Carmen 8
Latijnse tekst:
Miser Catulle, desinas ineptire,
et quod vides perisse, perditum ducas.
Fulsere quondam candidi tibi soles,
cum ventitabas, quo puella ducebat
amata nobis, quantum amabitur nulla.
Ibi illa multa cum iocosa fiebant,
quae tu volebas nec puella nolebat,
fulsere vere candidi tibi soles.
Nunc iam illa non vult: tu quoque impotens, noli,
nec, quae fugit, sectare, nec miser vive,
sed obstinata mente perfer, obdura.
Vale, puella. Iam Catullus obdurat,
nec te requiret nec rogabit invitam.
At tu dolebis, cum rogaberis nulla.
Scelesta, vae te, quae tibi manet vita?
Quis nunc te adibit? Cui videberis bella?
Quem nunc amabis? Cuius esse diceris?
Quem basiabis Cui labella mordebis?
At tu, Catulle, destinatus obdura.
Nederlandse vertaling:
Arme Catullus, houd toch eens op zo raar te doen,
en beschouw als verloren waarvan jij ziet dat het verloren is gegaan.
Stralende zonnen straalden ooit ook voor jou,
toen jij daarheen ging waar je meisje je leidde,
door ons liefgehad, zoveel als geen meisje door ons liefgehad zal worden.
Toen daar die vele leuke dingen gebeurden,
die jij wilde, en het meisje niet wilde,
straalden waarlijk de stralende zonnen voor jou.
Nu wil zij niet meer, ook jij in je onmacht moet het ook niet meer willen
en jaag niet na, degene die jou ontvlucht, en leef niet ongelukkig,
maar verdraag het met vastberaden geest, volhard!
Vaarwel meisje, Catullus volhardt al,
hij zal jou niet meer opzoeken, en hij zal jou niet meer vragen als je niet wil.
Maar jij zult verdrietig zijn, als jij als enige meisje niet gevraagd zult worden.
Kreng, wee jou, welk leven blijft er over voor jou?
Wie zal er nu naar jou toe gaan? Aan wie zal jij mooi schijnen?
Wie zal jou nu beminnen? Van wie zul jij gezegd worden te zijn?
Wie zul jij kussen? Op wiens lippen zul jij bijten?
Maar jij, Catullus, volhard vastberaden.

##### Carmen 16
Carmen 16 bevat een zin die wel wordt beschreven als één van de goorste zinnen ooit geschreven in Latijn, of welke andere taal dan ook en heeft een eigen artikel.

##### Carmen 51
Latijnse tekst:
Ille mi par esse deo videtur,
ille, si fas est, superare divos,
qui sedens adversus identidem te
spectat et audit
dulce ridentem, misero quod omnes
eripit sensus mihi: nam simul te,
Lesbia, aspexi, nihil est super mi
vocis in ore,
lingua sed torpet, tenuis sub artus
flamma demanat, sonitu suopte
tintinnant aures, gemina teguntur
lumina nocte.
Otium, Catulle, tibi molestum est:
otio exsultas nimiumque gestis:
otium et reges prius et beatas
perdidit urbes.
Nederlandse vertaling:
Hij schijnt aan mij een god gelijk te zijn,
hij schijnt aan mij, als ik zo vrij mag zijn, de goden te overtreffen,
hij die tegenover jou zittend, jou constant bekijkt en naar je luistert
terwijl jij zachtjes zit te lachen, hetgeen aan de arme mij
alle zintuigen wegneemt: want zodra ik jou zie,
Lesbia, is er voor mij niets meer over van
stem in mijn mond
maar mijn tong is verstijfd, een ijl vuur stroomt
tot onder mijn ledematen, mijn oren tintelen
door hun eigen gesuis, mijn twee ogen worden bedekt
door de nacht.
Vrije tijd, Catullus, is lastig voor jou:
door vrije tijd jubel jij en ben je al te uitgelaten.
Vrije tijd heeft eerder koningen en welvarende steden
te gronde gericht.

##### Carmen 85
Latijnse tekst:
Odi et amo. Quare id faciam, fortasse requiris?
Nescio, sed fieri sentio et excrucior.
Nederlandse tekst:
Ik haat en ik bemin. Waarom ik dit doe, wil je misschien weten.
Ik weet het niet. Maar ik voel het gebeuren en het vreet me op.

##### Carmen 92
Latijnse tekst:
Lesbia mi dicit semper male nec tacet umquam
de me: Lesbia me, dispeream, nisi amat.
Quo signo? Quia sunt totidem mea: deprecor illam
assidue, verum dispeream, nisi amo.
Nederlandse tekst:
Lesbia zegt altijd slechte dingen over mij, en zwijgt nooit
over mij. Moge ik omkomen als Lesbia niet meer van mij houdt.
Hoezo? Omdat de tekenen hetzelfde zijn als bij mij: Ik vervloek haar
voortdurend, maar moge ik omkomen als ik niet meer van haar houd.

## Taal en stijl
Catullus beschrijft zijn stijl als volgt in Carmen 16 :
Nam castum esse decet pium poetam
ipsum, versiculos nihil necesse est ;
qui tum denique habent salem et leporem,
si sunt molliculi ac parum pudici.
Want het past dat een trouwe dichter zelf kuis is,
maar het is helemaal niet nodig dat zijn versjes dat ook zijn;
die hebben pas pit en humor,
als ze een beetje schunnig en niet al te kuis zijn!
Uit dit gedicht leiden we af dat Catullus het niet al te nauw met de etiquette neemt en dat hij zijn gedichten soms een vulgaire en decadente stijl meegeeft. Dat is in feite niet erg, zegt hij, want pas dan bevatten ze humor en charme, waardoor de mensen ze liever en meer lezen. Het was in de Oudheid gebruikelijk om de dichter niet met het zedelijke peil van zijn gedichten te vereenzelvigen.

## Invloed en nawerking

### In zijn eigen tijd
Catullus was bekend, zijn werk ook. Hij werd evenwel nooit een echte schoolauteur, vandaar de beperkte teksttraditie (en een beperkte imitatio, aangezien hij niet echt als exemplarisch gold). Ten tijde van Gaius Julius Caesar Octavianus (Augustus) werd hij onder meer door Publius Vergilius Maro nagevolgd (in de Aeneis), zonder dat die zijn model (Catullus dus) noemde. Ook Quintus Horatius Flaccus imiteerde hem, maar bekritiseerde Catullus' werk ook hevig.
Catullus lag aan de basis van de ontwikkeling van de Romeinse liefdeselegie. Hierin werd hij geïmiteerd door onder andere Albius Tibullus, Sextus Propertius en Publius Ovidius Naso. Verder ontwikkelde hij het Latijnse epigram, waarin hij werd gevolgd door Marcus Valerius Martialis.

### Getuigenissen en informatie
Na Catullus (vanaf ca. 50 v.Chr.) werd hij ook sterk bekritiseerd, onder andere door Cicero. Hij leverde kritiek op Clodia (Lesbia) in zijn rede Pro Caelio (60 v.Chr.), waarin hij zijn cliënt (Clodia's minnaar na de dood van Quintus Caecilius Metellus Celer) verdedigde tegen haar beschuldiging van een vergiftigingspoging. Ook bij Plutarchus vinden we dergelijke geluiden terug.
Gaius Suetonius Tranquillus vertelt in Vita Caesaris (Het leven van Caesar) dat Catullus' vader een vriend en een gast van Caesar was. Catullus zelf hekelde Caesar (maar eveneens onder meer Pompeius) hevig. Caesar zou die kritiek als schadelijk en medebepalend voor de geschiedenis hebben geschouwd, maar hij toonde zijn clementia (genade) door bevriend te blijven met de vader.
Verder zijn er twee personen die vermeldenswaardig zijn in verband met de biografische gegevens van Catullus :
- Apuleius van Madaura identificeerde Lesbia als Clodia. "Toevallig" komt de metrische lezing van beide namen overeen, wat hij ook bij de verklaring van andere pseudoniemen in zijn Apologia;
- De heilige Hieronymus beweerde stellig dat Catullus op dertigjarige leeftijd stierf.

Uit sommige gedichten van Catullus blijkt dat hij een homoseksuele relatie zou hebben gehad met een zekere Iuventius.

### Latere bronnen
Maar ook later, tijdens de Renaissance, volgden vele mensen het werk van Catullus. De editio princeps kwam reeds in 1472 in Venetië uit. Daarin bestudeerden een paar humanistische dichters zijn werk en volgden dat ook na (Janus Secundus, Janus Lernutius,...). Toch was het wachten tot de 20e eeuw eer Catullus echt populair werd en ernstig werd bestudeerd en geanalyseerd.
Duidelijke echo's van Catullus' werk vinden we terug in Cantos van Ezra Pound (1885-1972). Interesse voor zijn leven en werk vinden we onder meer in The Ides of March (1948) van Thornton Wilder (1897-1975).
Uiteraard is ten slotte een groot deel van de revival van Catullus veroorzaakt door de muziek van Carl Orff (Catulli Carmina uit 1943 en Trionfo di Afrodite uit 1953).

### Nederlandse vertalingen
- Catullus, Gedichten, vertaald door A. Rutgers van der Loeff, Wereldbibliotheek 1953
- Catullus, Verzamelde verzen, vertaald door Lucette M. Oostenbroek, Dimensie 1986
- Catullus, Verzen, vertaald door Paul Claes, Amsterdam: Athenaeum 1995
- Catullus, Laat ons leven en minnen, vertaald door Jan Kal, Bert Bakker 2000
- Catullus, Lesbia, vertaald door Paul Claes, Amsterdam: Athenaeum 2017
- Catullus, Complete gedichten, vertaald door Ype de Jong, 2018, ISBN 9789059972551